# My World 2.0
My World 2.0 — дебютный студийный альбом канадского певца Джастина Бибера, вышедший в 2010 году, вторая часть его дебютного мини-альбома My world.

## Об альбоме
My World 2.0 стал продолжением первой части альбома, выпущеной 17 ноября 2009 года на лейбле Island и получившей платиновый статус. Часть 2.0 была впервые выпущена 19 марта 2010 года. Над диском Бибер работал как с продюсерами и авторами из своего дебютного релиза (в том числе с Tricky Stewart & The-Dream и Midi Mafia), так и с несколькими новыми, включая таких, как Брайан-Майкл Кокс и The Stereotypes. В дополнение к R&B в альбоме также появляются поп и хип-хоп-темы.
Выпуску альбома предшествовал сингл «Baby», записанный совместно с Ludacris и выпущенный 18 января 2010 года, а также два цифровых сингла, «Never Let You Go» (2 марта 2010 года), и «U Smile» (16 марта). «Somebody To Love» появилось на радио в качестве второго сингла с альбома 20 мая, а «U Smile», как третий сингл, 24 августа 2010 года.

## Приём
Альбом получил положительные отзывы, и дебютировал под первым номером в американском чарте Billboard 200. Было продано более 283 тысяч копий, что сделало Бибера самым молодым певцом, занявшим первую позицию (до него это удалось сделать Стиви Уандеру в 1963 году), а также первым, кто занял сразу два из верхних пяти мест в чарте с 2004 года. Когда во время второй недели продаж было куплено ещё больше копий альбома, Бибер стал первым после The Beatles, кто, дебютировав на верхней строчке, продавал больше копий, чем неделю назад. Альбом также стал номером один в Канаде, а во вторую неделю продаж поднялся на первую строчку в Ирландии, Австралии и Новой Зеландии. Он также вошёл в первую десятку в 15 других странах. Для поддержки альбома был организован первый в карьере Джастина тур — My World Tour.

## Список композиций
Официальный трек-лист был опубликован на сайте Бибера 26 февраля 2010 года
| №                   | Название                                     | Автор(ы)                                                                                           | Продюсер(ы)                         | Длительность |
| ------------------- | -------------------------------------------- | -------------------------------------------------------------------------------------------------- | ----------------------------------- | ------------ |
| 1.                  | «Baby» (совместно с Ludacris)                | Джастин Бибер, Terius Nash, Christopher Stewart, Кристина Милиан, Christopher Bridges              | Tricky Stewart, The-Dream           | 3:36         |
| 2.                  | «Somebody to Love»                           | Jonathan Yip, Jeremy Reeves, Ray Romulus, Heather Bright,                                          | The Stereotypes                     | 3:42         |
| 3.                  | «Stuck in the Moment»                        | Yip, Reeves, Romulus, Bright,                                                                      | The Stereotypes                     | 3:43         |
| 4.                  | «U Smile»                                    | Jerry Duplessis, Arden Altino, Dan August Rigo                                                     | Jerry Duplessis, Arden Altino (co.) | 3:17         |
| 5.                  | «Runaway Love»                               | Melvin Hough II, Rivelino Wouter, Timothy Thomas, Theron Thomas,                                   | Mel & Mus                           | 3:33         |
| 6.                  | «Never Let You Go»                           | Джонта Остин, Брайан-Майкл Кокс,                                                                   | Брайан-Майкл Кокс                   | 4:26         |
| 7.                  | «Overboard» (совсестно с Джессикой Джаррелл) | Waynne Nugent, Kevin Risto, Dapo Torimiro, Taurian Shropshire, Bieber                              | Dirty Swift, Bruce Waynne           | 4:11         |
| 8.                  | «Eenie Meenie» (с Шоном Кингстоном)          | Benny Blanco, Kisean Anderson, Carlos Battey, Steven Battey, Bieber, Marcos Palacios, Ernest Clark | Benny Blanco                        | 3:23         |
| 9.                  | «Up»                                         | Nasri Atweh, Adam Messinger,                                                                       | The Messengers                      | 3:55         |
| 10.                 | «That Should Be Me»                          | Atweh, Messinger, Luke Boyd,                                                                       | The Messengers                      | 3:53         |
| Общая длительность: | Общая длительность:                          | Общая длительность:                                                                                | Общая длительность:                 | 37:37        |

| №   | Название        | Автор(ы)                                                                              | Producer(s)                    | Длительность |
| --- | --------------- | ------------------------------------------------------------------------------------- | ------------------------------ | ------------ |
| 11. | «Kiss and Tell» | Andrew Harr, Jermaine Jackson, Rigo, Andre Davidson, Sean Davidson, K. Ramsey, Bieber | The Runners, The Monarch (co.) | 3:29         |

| №   | Название             | Автор(ы) | Продюсер(ы)                                                                                    | Длительность |
| --- | -------------------- | -------- | ---------------------------------------------------------------------------------------------- | ------------ |
| 11. | «Where Are You Now?» | Bieber   | Cox, Bieber, «Mama Jan» Smith; Original production by «Mama Jan» Smith, Demond Mickens, Bieber | 4:27         |

| №   | Название             | Автор(ы)                                                      | Продюсер(ы)                                                       | Длительность |
| --- | -------------------- | ------------------------------------------------------------- | ----------------------------------------------------------------- | ------------ |
| 11. | «Kiss and Tell»      | Harr, Jackson, Rigo, A. Davidson, S. Davidson, Ramsey, Bieber | The Runners, The Monarch (co.)                                    | 3:47         |
| 12. | «Where Are You Now?» | Bieber                                                        | Cox, Bieber, Smith; Original production by Smith, Mickens, Bieber | 4:27         |

## Чарты и сертификации

### Чарты
| Чарты (2010)                    | Место |
| ------------------------------- | ----- |
| Australian Albums Chart[A]      | 1     |
| Austrian Albums Chart[B]        | 2     |
| Belgian Albums Chart (Flanders) | 3     |
| Belgian Albums Chart (Wallonia) | 16    |
| Brazilian Albums Chart[A]       | 1     |
| Canadian Albums Chart           | 1     |
| Czech Albums Chart              | 30    |
| Danish Albums Chart[B]          | 7     |
| Dutch Albums Chart              | 4     |
| European Top 100 Albums         | 3     |
| Finnish Albums Chart[A]         | 13    |
| French Albums Chart[A]          | 4     |
| German Albums Chart             | 7     |
| Greek Albums Chart              | 4     |
| Irish Albums Chart[B]           | 1     |
| Italian Albums Chart[A]         | 13    |
| Mexican Albums Chart            | 2     |
| New Zealand Albums Chart[B]     | 1     |
| Norwegian Albums Chart[A]       | 3     |
| Polish Albums Chart             | 9     |
| Portuguese Albums Chart[A]      | 2     |
| Spanish Albums Chart            | 1     |
| Swedish Albums Chart[A]         | 21    |
| Swiss Albums Chart[A]           | 9     |
| UK Albums (ОСС)[B]              |       |
| U.S. Billboard 200              | 1     |

| Страна                                                      | Сертификат       |
| ----------------------------------------------------------- | ---------------- |
| Австралия                                                   | 2x Платина       |
| Австрия                                                     | Золото           |
| Бразилия                                                    | Бриллиант        |
| Канада                                                      | 3x Платина       |
| Совет сотрудничества арабских государств Персидского залива | Золото           |
| Италия                                                      | Золото           |
| Ливан                                                       | Золото           |
| Мексика                                                     | Платина + Золото |
| Новая Зеландия                                              | Платина          |
| Швейцария                                                   | Платина          |
| США                                                         | 2x Платина       |

- A↑  Страны, где My Worlds были изданы.
- B↑  Страны, где My Worlds были изданы и попали в чарт вместе с My World. Продажи также объединены.